# Lac-Jérôme
Lac-Jérôme est un territoire non organisé situé dans la municipalité régionale de comté de la Minganie, dans la région administrative de la Côte-Nord, au Québec.

## Toponymie
Le territoire porte le nom du lac Jérôme.